# Sessa (plaats)
Sessa is een plaats en voormalige gemeente in het Zwitserse kanton Ticino, en maakt deel uit van het district Lugano.
Sessa telt 655 inwoners.
Vanaf 1 april 2021 is de gemeente Sessa onderdeel geworden van de gemeente Tresa; een samenvoeging van 4 voormalige gemeentes, te weten; Ponte Tresa, Croglio, Sessa en Monteggio.